# 4464 Vulcano
4464 Vulcano è un asteroide della fascia principale. Scoperto nel 1966, presenta un'orbita caratterizzata da un semiasse maggiore pari a 1,9522249 UA e da un'eccentricità di 0,0677090, inclinata di 20,20847° rispetto all'eclittica.
Il suo nome deriva dall'isola di Vulcano, nelle Isole Eolie.